# Trihineloza
Trihinelóza, tudi trihinóza, je bolezen, ki jo povzroči okužba z zajedavcem trihino in se kaže s prebavnimi motnjami, periorbitalnim edemom, vnetjem in otrdelostjo mišic z bolečino, vročino in eozinofilijo. Do okužbe pride zaradi uživanja nezadostno obdelane svinjine ali divjačine.

## Povzročitelj
Najpogosteje bolezen povzroči glista lasnica (Trichinella spiralis), s katero so okužene številne mesojede in vsejede živali po vsem svetu. Obstajajo tudi druge vrste trihin, ki redkeje povzročijo trihinelozo pri človeku: T. pseudospiralis (zajeda sesalce in priče po vsem svetu), T. nativa (zajeda polarne medvede), T. nelsoni (zajeda afriške plenilce in mrhovinarje), T. britovi (zajeda mesojede živali v Evropi in zahodni Aziji) in T. papuae (zajeda domače in divje prašiče v Papui Novi Gvineji in na Tajskem). Trichinella zimbabwensis zajeda krokodile v Afrike, vendar še niso odkrili primera prenosa bolezni na človeka.

## Način okužbe
Izvor okužbe človeka z lasnica so v glavnem domači ali divji prašič in medved. Divje živali se okužijo drug od drugega, domače pa se okužijo s kuhinjskimi odpadki ali z okuženimi glodavci. Človek se okuži z uživanjem slabo pečenega ali slabo kuhanega mesa oziroma z izdelki iz mesa, ki ni bilo veterinarsko pregledano. Inkubacijska doba je odvisna od števila ličink v zaužitem mesu in traja od 7 do 30 dni.

## Simptomi
Klinična slika okužbe je zelo pestra, od povsem asimptomatskih oblik do smrtnih primerov. Večina okužb poteka brez zdravstvenih težav, lahko pa se pojavijo najprej prebavne težave, v drugem in tretjem tednu pa lahko zaradi razsoja ličink s krvjo nastanejo vnetne spremembe na srcu (najpogostejši in najhujši zaplet bolezni in lahko privede tudi do odpovedi srca), pljučih, možganih (prizadeti so le pri najhujši obliki bolezni), skeletnih mišicah (najpogosteje očesne mišice, žvekalke, jezik, sapnik, trebušna prepona, mišice tilnika, medrebrne mišice) in jetrih. Vročina se običajno pojavi v drugem tednu po okužbi in lahko traja več tednov. Prizadetost mišic povzroča močne bolečine, ki lahko bolnika povsem onesposobijo. Mišice so okorele, trde, otekle in po tednu ali dveh splahnijo.

## Zdravljenje
Kot pri večini bolezni je zaželeno zgodnje zdravljenje, saj le-to zmanjša tveganje za napredovanje bolezni. Če ličinke tvorijo ciste v skeletnem mišičju, lahko okužba vztraja namreč več mesecev ali let. Zgodnje zdravljenje z antihelmintiki, kot sta mebendazol ali albendazol, pomaga pri preprečitvi tvorbe cist, zlasti ob aplikaciji najkasneje v treh dneh po okužbi.. Vendar pa večino primerov odkrijejo kasneje. Če je do vdora ličink v mišice že prišlo, pomaga zdravljenje z antihelmintiti zmanjšati okvaro mišic, vendar ti delujejo zlasti na črevesne oblike zajedavcev, manj pa na ličinke v mišicah. Uporaba kortikosteroidov je priporočljiva le v težjih primerih bolezni.